# Powrót do Howards End
Powrót do Howards End (ang. Howards End) – brytyjsko-japoński dramat kostiumowy z 1992 roku w reżyserii Jamesa Ivory’ego. Adaptacja powieści autorstwa Edwarda Morgana Forstera pt. Howards End, wyprodukowana przez Merchant Ivory Productions. Scenariusz wyszedł spod pióra Ruth Prawer Jhabvala. Film zaliczany jest do nurtu heritage films.
Obraz otrzymał trzy Oscary i dwie nagrody BAFTA, w tym dla najlepszego filmu roku.

## Produkcja
Zdjęcia do filmu kręcono w wielu różnych miejscach Londynu, m.in. Victoria Square (dom sióstr Schlegel), dom towarowy Fortnum & Mason przy ulicy Piccadilly, restauracja Simpson's-in-the-Strand przy ulicy Strand, dworzec kolejowy St Pancras, Chiswick Mall (miejsce wieczornego spaceru Margaret, Helen i Henry'ego).
Tytułowa wiejska posiadłość "Howards End" to w rzeczywistości Peppard Cottage w Rotherfield Peppard (hrabstwo Oxfordshire). W samym Oksfordzie Margaret spotkała się ze studiującym tam bratem na moście nad rzeką Cherwell. Z kolei Honiton, wiejski dom Henry'ego, został "zagrany" przez Brampton Bryan Hall w hrabstwie Herefordshire. Stacja kolejowa w Bewdley (Worcestershire) posłużyła jako filmowa stacja Hilton. Charakterystyczny budynek Royal Holloway, University of London w hrabstwie Surrey odgrywał rolę domu opieki, w którym dokonała żywota Ruth Wilcox.

## Obsada
- Anthony Hopkins - Henry Wilcox
- Vanessa Redgrave - Ruth Wilcox
- Helena Bonham Carter - Helen Schlegel
- Emma Thompson - Margaret Schlegel
- James Wilby - Charles Wilcox
- Samuel West - Leonard Bast
- Prunella Scales - Ciocia Juley
- Jemma Redgrave - Evie Wilcox
- Adrian Ross Magenty - Tibby Schlegel
- Joseph Bennett - Paul Wilcox
- Susie Lindeman - Dolly Wilcox
- Nicola Duffett - Jacky Bast
- Mark Payton - Percy Cahill
- Jo Kendall - Annie
- Barbara Hicks - Panna Avery
- Peter Cellier - Porucznik Fussell
- Crispin Bonham-Carter - Albert Fussell
- inni

## Wersja polska
Wersja polska: Start International Polska

Reżyseria: Ewa Złotowska

i inni